# Герасименко, Екатерина Георгиевна
Екатери́на Гео́ргиевна Герасиме́нко (14 июня 1990, Калинковичи) — белорусская гребчиха-каноистка, выступала за сборную Беларуси в начале 2010-х годов. Чемпионка Европы, серебряная и бронзовая призёрша континентальных первенств, многократная чемпионка республиканских и молодёжных регат. На соревнованиях представляла Брестскую область, мастер спорта международного класса.

## Биография
Екатерина Герасименко родилась 14 июня 1990 года в городе Калинковичи, Гомельская область, однако впоследствии переехала в Брест. Активно заниматься греблей начала в раннем детстве, проходила подготовку в Калинковичах в детско-юношеской спортивной школе № 2 и позже в брестском областном центре олимпийского резерва, тренировалась под руководством Н. И. Сергеевой и С. М. Никончук. Состояла в спортивном клубе Федерации профсоюзов Беларуси.
На взрослом международном уровне впервые заявила о себе в сезоне 2011 года, когда попала в основной состав белорусской национальной сборной и благодаря череде удачных выступлений удостоилась права защищать честь страны на чемпионате Европы в сербском Белграде. В программе каноэ-одиночек на дистанции 200 метров стала бронзовой призёршей, пропустив вперёд лишь россиянку Марию Казакову и немку Лидию Вебер. При этом в зачёте двухместных экипажей на дистанции 500 метров вместе с напарницей Светланой Тулуповой обогнала всех соперниц и завоевала золото.
В 2012 году в двойке с Тулуповой на пятистах метрах Герасименко выиграла серебряную медаль на чемпионате Европы в хорватском Загребе, уступив лидерство лишь команде Венгрии. Также пробовала силы в гонке одиночек на двухстах метрах, сумела выйти в финальную стадию соревнований, но в решающем заезде финишировала только пятой. В сезоне 2014 года участия не принимала.
Имеет высшее образование, окончила Брестский государственный университет имени А. С. Пушкина, где обучалась на факультете физической культуры. За выдающиеся спортивные достижения удостоена звания мастера спорта международного класса.